# Клавиатура Apple

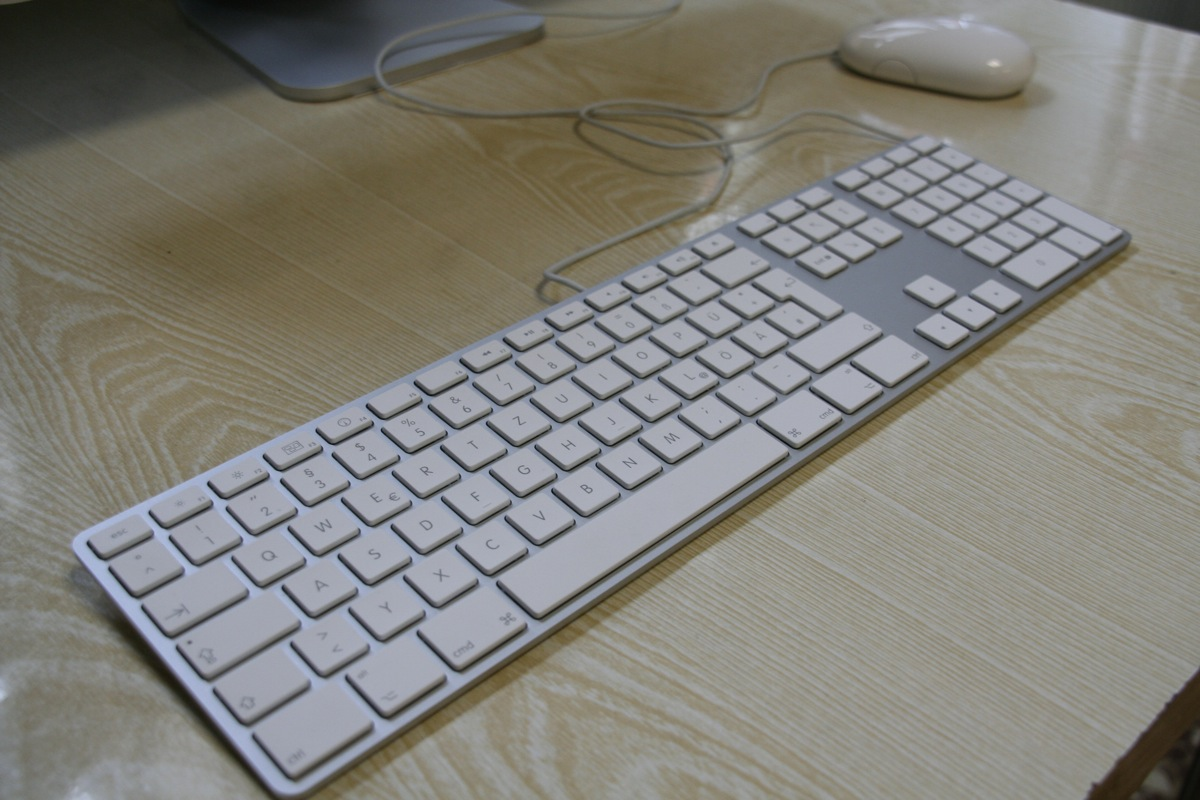
Полноразмерная клавиатура Apple

Клавиатура Apple (англ. Apple Keyboard) — компьютерная клавиатура, разработанная компанией Apple сначала для линейки компьютеров Apple II, затем — для компьютеров Macintosh.

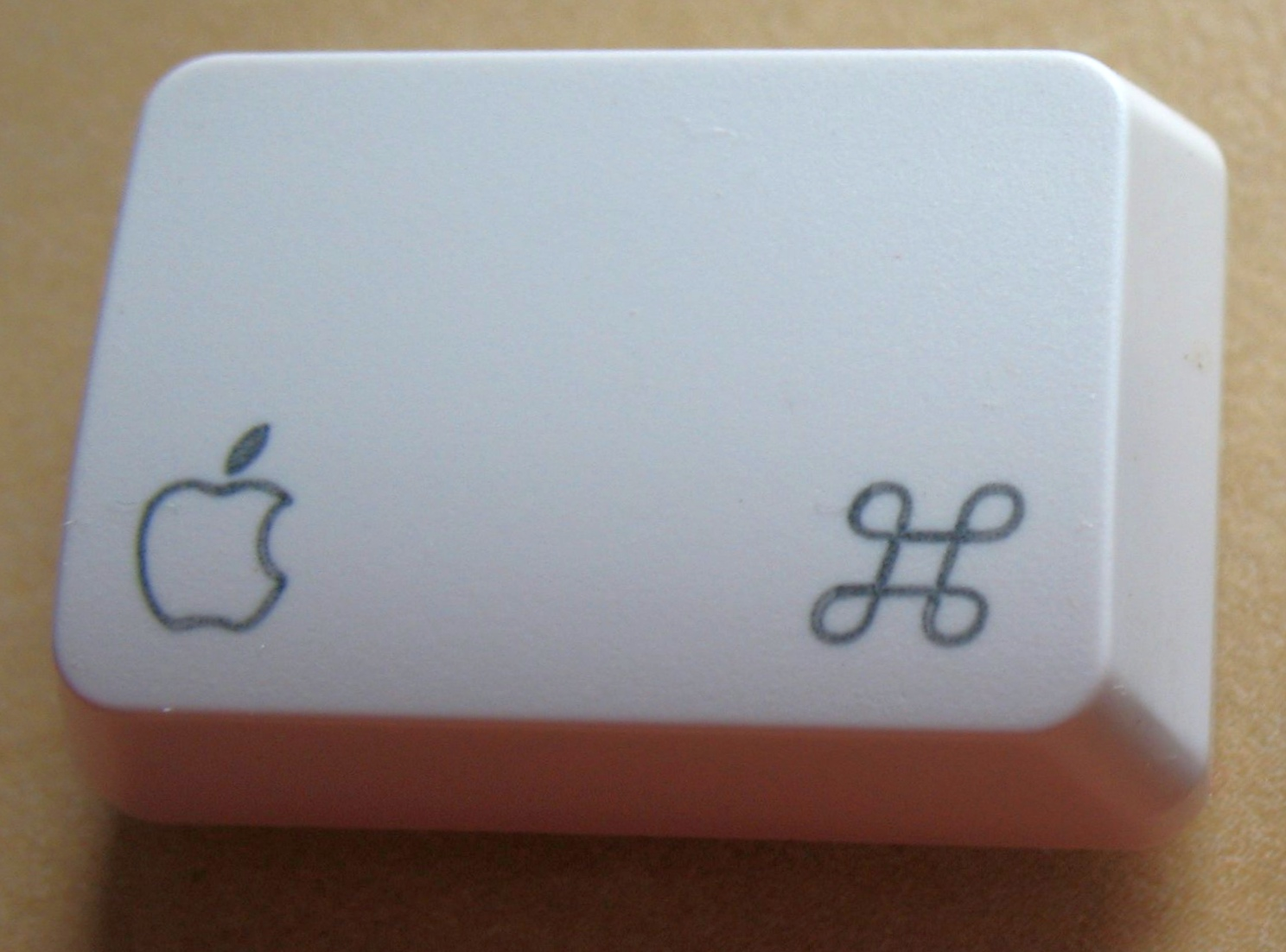
Клавиша Command

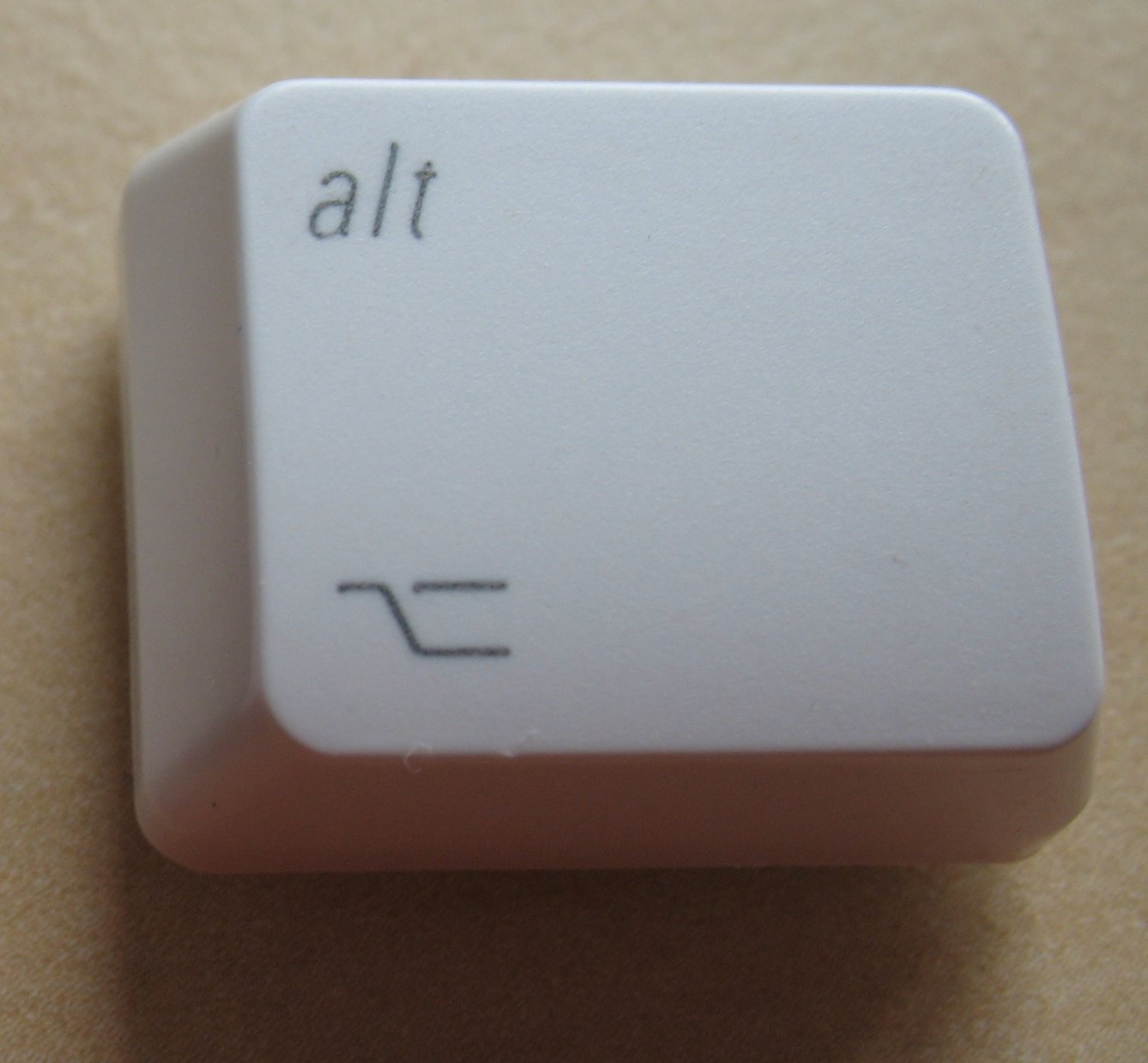
Клавиша Option

Клавиатура Apple несколько отличается от обычных компьютерных клавиатур по причине того, что изначально была приспособлена под операционные системы Apple — в частности, Mac OS. Отличия включают в себя:
- Клавиша ⌘ Command — соответствует клавише ⊞ Win на клавиатуре PC, но применяется для ввода клавиатурных команд, отчасти аналогично клавише Ctrl в операционной системе Windows.
- Клавиша ⌥ Option — соответствует клавише Alt на клавиатуре PC, используется для ввода диакритических знаков и специальных символов, а также для альтернативного варианта клавиатурных команд.
- Клавиша Clear вместо клавиши Num Lock
- Клавиша = на цифровой клавиатуре
- Клавиша fn (до 2007 года клавиша help) вместо клавиши Insert
- Полноразмерные клавиатуры имеют более длинный ряд функциональных клавиш — до F15, F16 или даже до F19. В современных клавиатурах Apple функциональные клавиши по умолчанию используются для управления обозначенными на них мультимедийными функциями (яркостью дисплея, громкостью, воспроизведением музыки, извлечением компакт-диска и пр.), использование их как традиционных F-клавиш возможно при одновременном нажатии на клавишу fn

Современные проводные клавиатуры Apple Keyboard имеют два порта USB 2.0, обычно эти порты используются для подключения мыши.

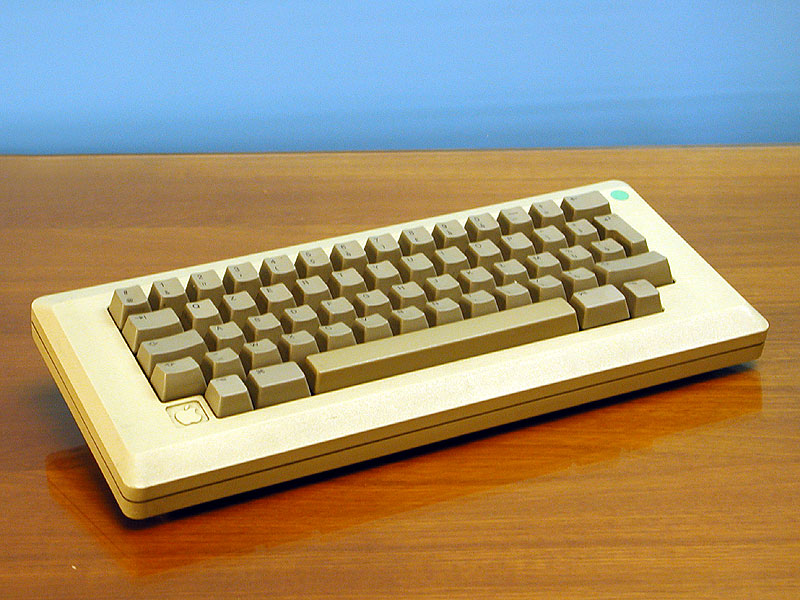
Macintosh Keyboard (M0110)
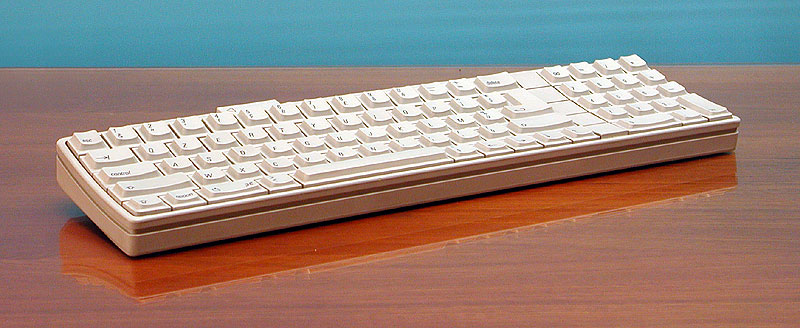
Apple Desktop Bus Keyboard
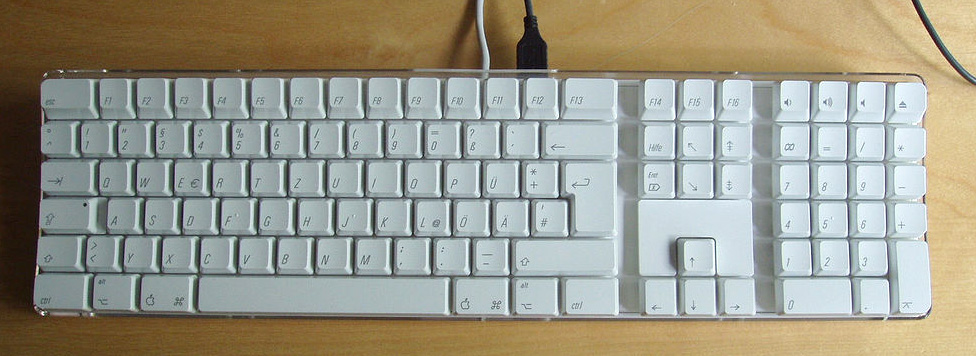
Apple Keyboard (109 клавиш)
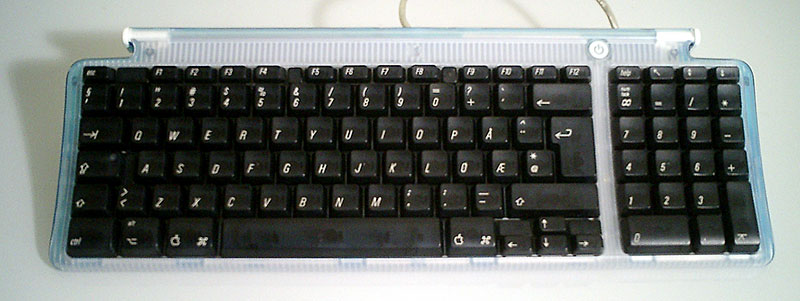
Apple USB Keyboard
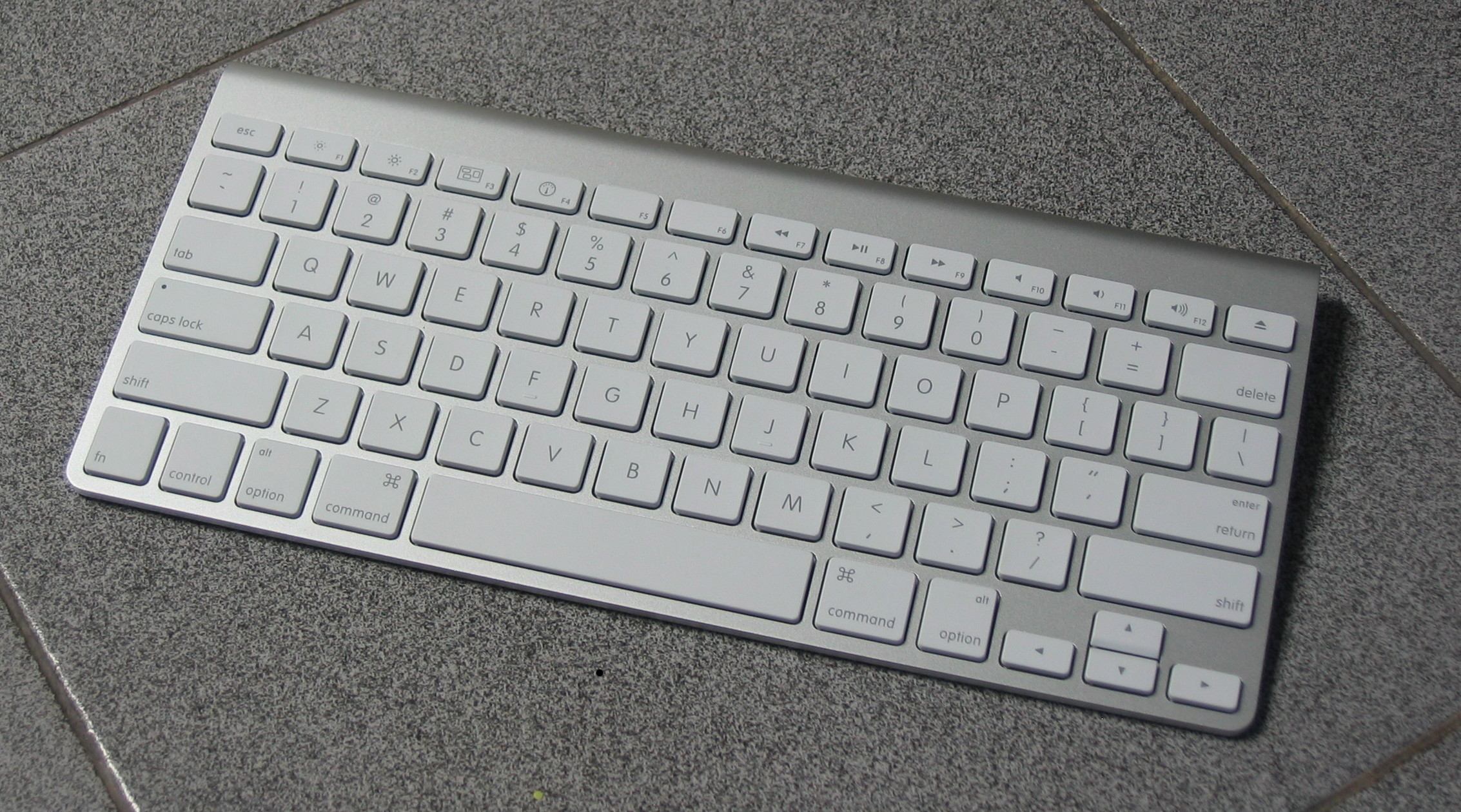
Беспроводная клавиатура Apple

Беспроводные клавиатуры Apple
- (A1016) Впервые представлена в 2003 году. Модель не совместима с iPad/iPad2.
- (A1255) MB167LL/A Обновленная модель, выпущенная в 2007 в алюминиевом корпусе. Как и в MacBook, клавиатура не имеет отдельного цифрового блока клавиш. Питание клавиатуры осуществляется от трех АА-батареек, справа в клавиатуре — кнопка включения.
- (A1314) MC184LL/A 20 октябре 2009, была представлена обновленная модель беспроводной клавиатуры. Питание от 2 батареек АА, пластиковое окно bluetooth приёмника перемещено в середину. Для работы клавиатуры, как и для Magic Mouse, требуется Mac OS X 10.5.8 или более поздняя.
- (A1314) MC184LL/B Июль 2011. Обновление клавиатуры для Mac OS X 10.7 Lion. Клавиши Exposé и dashboard заменены на Launchpad и Mission Control.

Системные требования для беспроводной клавиатуры Apple:
- Компьютер Mac с поддержкой Bluetooth
- Mac OS X 10.6.8 или более поздней версии с установленным пакетом Aluminium Keyboard Software Update 2.0
- Существующая клавиатура и мышь для начальной установки (для компьютеров, выпущенных с конца 2012 года, не требуется)
- Две батарейки AA (входят в комплект)